# Fletcher FD-25 Defender
Le Fletcher FD-25 Defender est le premier avion de combat de type COIN (de l'anglais « COunter INsurgency Aircraft », en français : un avion de lutte anti-guérilla) construit aux États-Unis. Probablement en avance sur son époque, il n'intéressa pas l'USAF. On peut pourtant le comparer au Piper[pas clair].

## Destiné aux opérations enCorée
Au moment où débute la guerre de Corée l’USAF ne dispose pas d’équipements adaptés à la guerre conventionnelle. Il faut faire appel aux vieux North American P-51 Mustang pour les missions tactiques, ou faire marquer les cibles au moyen de fumigènes par des North American T-6 Texan ou Stinson L-5 Sentinel pour que les rapides Lockheed P-80 Shooting Star et Republic F-84 Thunderjet, venant de bases situées loin du front, puissent intervenir. C’est en partant de ce constat que les frères Maurice et Wendell Fletcher décidèrent le 1er novembre 1950, après concertation avec John W Thorp, de produire un avion léger, armé de mitrailleuses et roquettes et capable d’opérer de terrains sommairement aménagés proches du front. Un avion capable tout à la fois d’identifier et d’attaquer des éléments ennemis, disponible pour les besoins des troupes au contact.
John W Thorp dessina un monoplan à aile basse et train classique fixe, construit en alliage de magnésium pour s’affranchir de possibles pénuries d’aluminium en cas d’internationalisation du conflit. Si le fuselage et les empennages pouvaient se comparer à ceux du Thorp T-11 Sky Scooter, la voilure était nouvelle : Elle comprenait un plan central rectangulaire à profil épais, sans dièdre, dont tout le bord de fuite était occupé par les volets. On trouvait de chaque côté du fuselage, deux réservoirs de carburant (300 litres au total), une mitrailleuse de 7,62 mm (1 000 coups), et 4 points d’accrochage pour des charges externes à l’extérieur du train d'atterrissage. On pouvait donc installer sous la voilure 2 bombes de 115 kg, 2 bidons de napalm et/ou des roquettes antichar de 12,7 mm. Le plan central était coiffé de panneaux externes en dièdre à 6°.

## Trois prototypes
Réalisé en cinq mois et demi, le prototype Fletcher FD-25 [N90802] effectua son premier vol le 14 avril 1951, piloté par John W Thorp, à Whiteman Air Park. Aménagé en monoplace, il avait un moteur 6 cylindres à plat Continental E-225-8 de 225 ch entraînant une hélice bipale à pas fixe et l’armement n’était pas installé. Par la suite une hélice Hartzell à pas variable fut installée, ainsi qu’un système permettant de dissimuler les flammes de l’échappement.
Une version biplace en tandem de conversion fut mise en chantier dès avant le premier vol. Destiné à servir de démonstrateur, donc appelé à effectuer de longs déplacements, ce second prototype [N90609] n’était toujours pas armé mais des équipements de radio-navigation très complets furent installés en arrière du poste de pilotage. Une modification qui recula beaucoup trop le centre de gravité du prototype. Le Fletcher FD-25A fut rapidement détruit dans un accident dans lequel le pilote Roy Cuskci et l’ingénieur d’essais Leland Lord trouvèrent la mort. 
Le Fletcher FD-25A avait une structure mixte, aluminium et magnésium. La menace de pénurie s’éloignant, un nouveau prototype monoplace, le Fletcher FD-25B [N91316], fut construit en 1953, entièrement en aluminium cette fois. Il fut équipé de lance-bombes et lance-roquettes artisanaux conçus par Thorp, et de deux mitrailleuses fournies par le Bureau of Weapons de l’US Navy.
Les premiers essais de tir eurent lieu à Inyokem, pas de tir de l’US Navy dans le désert de Mojave, et confirmèrent que le FD-25 Defender était une excellente plate-forme de tir, stable et maniable. John W Thorp annonça un prix unitaire de 25 000 U$ pour un lot de 200 appareils et on en resta là, ou presque.

## Un concept sans marché
En vertu du protocole de Key West l’US Army se vit interdire l’utilisation d’avions de combat et l’US Air Force ne s’intéressa jamais à un appareil dont elle n’avait pas sollicité la réalisation. Malgré de nombreuses démonstrations d’efficacité et un vol d’essais réalisé par le sénateur Barry Goldwater, Fletcher dut mettre fin au programme Defender le 11 mai 1956, alors que 340 heures de vol avaient été réalisées. 
Seul rescapé du programme, le Fletcher FD-25B fut acheté par un de ses pilotes d’essais, Jim Castor. Repeint en noir, il volera régulièrement jusqu’au milieu des années 1960 avant de pourrir lentement dans un coin de Fullerton Airport en Californie. Finalement remisé à l’écart dans un hangar de San Diego en 1991, il semble être en cours de restauration en 2006.
La firme japonaise Toyo avait acheté une licence du Fletcher FD-25 mais la production se limita à une douzaine d’exemplaires, livrés en 1954 : 4 au Sud-Vietnam, et 8 au Cambodge, qui semble avoir été maintenus en service jusqu’en 1961 malgré une fabrication de mauvaise qualité.

## voir aussi

### Aéronefs comparables
- SIAI Marchetti SF.260